# Грищенко, Виталий Андреевич
Виталий Андреевич Грищенко (26 апреля 1942, Нейфельд, Москаленский район, Омская область, РСФСР — 4 мая 1992 года, Магнитогорск) — штурман-инструктор Челябинского Военного авиационного училища штурманов, космонавт-испытатель (3-й набор ВВС), подполковник запаса.

## Биография
Родился 26 апреля 1942 года в деревне Нейфельд Москаленского района Омской области в семье русского немца Тевса Генриха Генрихович, который до 1952 года находился в лагерях, и Грищенко Пелагеи Васильевны.
Окончив школу в 1959 году, поступил в Челябинское военное авиационное училище штурманов (ЧВАКУШ). По окончании училища в 1963 году поступил на штурманский факультет в Военно-воздушную академию имени Ю. А. Гагарина и служил штурманом-инструктором 605 учебного авиационного полка. В 1971 году окончил по специальности «Штурманская, оперативно-тактическая, авиационная» и служил помощником старшего штурмана по ракетно-техническим средствам и полигонам Ворошиловградского высшего военного авиационного училища штурманов имени Пролетариата Донбасс (ВВАУШ), с 1972 года — штурманом, с 1973 года — старшим штурманом.
31 октября 1973 года был назначен преподавателем кафедры бомбометания и боевого применения управляемых ракет класса «воздух-земля» в Военно-воздушной академии имени Ю. А. Гагарина.

### Космическая подготовка
В 1965 году он прошёл медицинскую комиссию в Центральном военном научно-исследовательском авиационном госпитале и его кандидатура была одобрена на заседании Мандатной комиссии. 23 октября 1965 года решением Мандатной комиссии был рекомендован к зачислению в отряд космонавтов. 28 октября 1965 года приказом Главнокомандующего ВВС был назначен на должность слушателя-космонавта 1 отряда Центра подготовки космонавтов ВВС в составе 3-го набора. С ноября 1965 по декабрь 1967 года проходил общекосмическую подготовку. С 14 марта 1966 года был слушателем-космонавтом отряда слушателей-космонавтов 1-го ЦПК ВВС.
Приказом Главкома ВВС от 5 февраля 1968 года он был отчислен из отряда космонавтов «в связи с зачислением слушателем в Военно-Воздушную Академию». Но сам Грищенко полагал, что это связано с тем фактом, что КГБ стало известно, что его дед по отцу был немец и пропал без вести в Сибири в 1921 году во время Гражданской войны.
7 сентября 1982 года уволен в запас по болезни.

### Карьера после окончания космической подготовки
8 октября 1990 года был назначен заместителем начальника отдела НИИ экономики, планирования и управления Министерства авиационной промышленности СССР.

### Воинское звание
- Лейтенант (22.10.1963);
- Старший лейтенант (05.03.1966);
- Капитан (26.04.1968);
- Майор (24.05.1971);
- Подполковник (07.06.1975), с 07.09.1982 — в запасе.

## Смерть
4 мая 1992 года покончил жизнь самоубийством. Похоронен на Левобережном кладбище Орджоникидзевского района города Магнитогорск.